# Gerard Quinn
Gerard Quinn (* 1958) ist ein irischer Rechtswissenschaftler und Hochschullehrer. Von 2012 bis 2018 war er Mitglied des irischen Staatsrats. Seit 2020 ist er UN-Sonderberichterstatter zu den Rechten von Menschen mit Behinderung.

## Ausbildung
Gerard Quinn absolvierte sein Jurastudium am University College im westirischen Galway. Er erhielt seine irische Anwaltszulassung 1983. An der  Harvard Law School erwarb er seinen LL.M. und promovierte zum SJD.

## Karriere
Quinn arbeitet als Professor für Rechtswissenschaften an der University of Leeds und am Raoul Wallenberg Institute of Human Rights and Humanitarian Law der Universität Lund in Schweden. Davor war er Professor an der National University of Ireland in Galway und Direktor des Zentrums für Disability Law and Policy an der School of Law.
Von 1992 bis 1996 war Quinn Mitglied der irischen Kommission für die Belange von Menschen mit Behinderungen. Dieses Gremium veröffentlichte früh ein Leitlinie für einen Wandel zur Gleichstellung. Von 1997 bis 1998 war er Forschungsdirektor in der irischen Regierungskommission zur Justizreform. Er war Mitglied in der Regierungs-Taskforce für die Individualisierung von staatlichen Zahlungen und Dienstleistungen  (2017–2018) und für zwei Amtszeiten Mitglied der irischen Menschenrechtskommission.
Mitte der 1990er Jahre war er auch für die Europäische Kommission tätig, mit seiner Unterstützung wurde die Behindertenpolitik gleichberechtigungssorientiert weiterentwickelt. 2013 bis 2018 war er dann Mitglied des wissenschaftlichen Beratungsgremiums der EU-Grundrechte-Agentur mit Zuständigkeit für die Rechte Behinderter und älterer Menschen.
Quinn ist weltweit als Autorität für internationales und vergleichendes Behindertenrecht und dessen politische Umsetzung anerkannt.
Quinn übernahm Gastprofessuren und Forschungsaufträge an der Harvard Law School, der University of New South Wales (UNSW-Australia), der National Academy for Legal Studies and Research (NALSAR) in Hyderabad, der Deakin University im australischen Melbourne, der Fudan University in Shanghai, der Wuhan University Law School (China) und der Universität Haifa in Israel.
Darüber hinaus war er in einer Reihe von Beratungsgremien zu Behindertenthemen tätig, darunter bei Human Rights Watch in New York, Interights in London, Open Society Foundations und dem European Foundation Centre in Brüssel.

## Sonstige Tätigkeiten
2012 wurde Quinn vom irischen Präsidenten Michael D. Higgins zum Mitglied des irischen Staatsrates ernannt. Er gehörte dem Gremium bis 2018 an.

## Ehrenamtliche Tätigkeit
Im Oktober 2020 wurde Quinn als Nachfolger der Costa-Ricanerin Catalina Devandas Aguilar zum Sonderberichterstatter zu den Rechten von Behinderten beim UN-Menschenrechtsrat ernannt.

## Auszeichnungen
- Lifetime Achievement Award der Rehabilitation International (RI)
- Lifetime Achievement Award des US International Council on Disability (USICD)
- 2015 Government of India fellow (GIAN programme)
- Lifetime Achievement Award der European Association of Service Providers (EASPD)[4]
- 2022 Ehrendoktorwürde der Universität Lund[12]

## Privates
Als Hobbys nennt Quinn Folkmusik und Storytelling.

## Publikationen (Auswahl)
- mit T. Degener: A Survey of International, Comparative and Regional Disability Law Reform in Disability Rights Law and Policy: International and National Perspectives, 2021, pp. 3–126
- Breaking the link between poverty and disability: Re-purposing human rights in the 21st century in Research Handbook on Human Rights and Poverty, 2021, pp. 106–124
- Legal culture and the CRPD in Recognising Human Rights in Different Cultural Contexts: The United Nations Convention on the Rights of Persons with Disabilities (CRPD), 2020, pp. 19–44
- mit A. Gur et al.: Ageism, moral agency and autonomy: Getting beyond guardianship in the 21st century in Ageing, Ageism and the Law: European Perspectives on the Rights of Older Persons, 2018, pp. 50–71
- Closing Next Steps -- Towards a United Nations Treaty on the Rights of Persons with Disabilities in Disability Rights, 2017, pp. 519–541
- Current use and Future Potential of UN Human Rights treaties in the context of Disability Studie für den OHCHR, 2002
- Achieving Independent Living - The Future of the EU Structural Funds Studie für den OHCHR,  2012